# Штейман, Яков Максимович
Я́ков Макси́мович Ште́йман (18 марта 1891 года, Минск — 12 июня 1959 года, Москва) — российский тромбонист, заслуженный артист РСФСР (1936). По происхождению чешский еврей.

## Биография
Окончил Минское музыкальное училище по классу М. Штеймана в 1925 году.
С 1920 по 1929 год был артистом Минского оперного театра.
В 1929 году переехал в Москву, где до 1954 года играл в оркестре Большого театра, а с 1954 по 1959 год — в симфоническом оркестре Московской филармонии.
В 1936 году ему было присвоено звание Заслуженный артист РСФСР. В книге Т.Хренникова «Так это было» приводится благодарный рассказ композитора, о том, как тромбонист Яков Штейман спас его на репетиции при падении лепнины с потолка Колонного зала Дома Союзов в Москве.
В 1937 году награждён орденом «Знак Почёта» (за выдающиеся заслуги в деле развития оперного и балетного искусства).
Скончался 12 июня 1959 года на 69-м году жизни. Похоронен на Востряковском кладбище (участок 145).